# Xã Racine, Quận Mower, Minnesota
Xã Racine (tiếng Anh: Racine Township) là một xã thuộc quận Mower, tiểu bang Minnesota, Hoa Kỳ. Năm 2010, dân số của xã này là 455 người.